# جمال فوغارتي
جمال فوغارتي (بالإنجليزية: Jamal Fogarty)‏ هو لاعب دوري الرغبي أسترالي، ولد في 13 ديسمبر 1993 في Beaudesert, Queensland ‏ في أستراليا.